# 国际人类基因组单体型图计划
国际人类基因组单体型图计划（简称HapMap计划）是一个旨在开发人类基因组的单体型图，以描述人类遗传变异的常见模式的組織。HapMap计划用于尋找影响健康，疾病的遗传变体和反应药物和环境因素的影响。该计划产生的信息对于研究是免费提供的。这一计划的目的在于建立一个免费、公開的人类疾病（及疾病对药物反应）相关基因数据库。
国际人类基因组单体型图计划是由多个国家（加拿大、中国、日本、尼日利亚、英国和美国）联合进行的项目，在学术中心，非营利性的生物医学研究团体和私人公司的研究人员之间的合作。利用HapMap数据库，研究人员通过比较不同个体的基因组序列来确定染色体上的共有变异区域。这将能够发现与人类健康、疾病以及对药物和环境因子的个体反应差异相关的基因。它于在2002年10月27日-29日的一次会议正式开工，并预计需要三年左右的时间。它包括三个阶段：第一阶段获得的完整数据被发表于2005年10月27日。第二阶段的数据集分析在在2007年10月刊登。第三阶段数据集于2009年春季发布，展示最终结果的出版物于2010年9月发布。

## 背景
与罕见的孟德尔疾病不同，不同基因和环境的组合在常见疾病（如糖尿病，癌症，心脏病，中风，抑郁症和哮喘）的发展和进展中起作用，或在个体对药理学药剂的反应中起作用。为了找到这些疾病中涉及的遗传因素，人们原则上可以进行全基因组关联分析：获得几个个体的完整基因序列，一些人患有疾病，和一些人没有疾病，然后寻找两组基因组之间的差异。 当时，由于全基因组测序的成本，这种方法是不可行的。 HapMap项目提出了一个快捷方式。
尽管任何两个不相关的人共有约99.5％的DNA序列，但它们的基因组在特定的核苷酸位置上不同。 这些位点称为单核苷酸多态性（SNP），并且每种可能的所得基因形式称为等位基因。 HapMap项目仅关注常见的SNP，即每个等位基因出现在至少1％的人口中的SNP。
除了男性的性染色体外，每个人的所有染色体都有两个拷贝。对于每个 SNP，一个人的等位基因组合称为基因型。基因型分型是指揭示一个人在特定位点的基因型。HapMap 项目选择了 269 个个体作为样本，选出了几百万个定义明确的 SNPs，对这些 SNPs 进行了基因型分型，并公布了结果。

## 所用样本
单倍型通常在不同人群间共享，但其频率可能相差很大。选择了四个人群纳入 HapMap：来自奈及利亞伊巴丹的 30 个成年和双亲约鲁巴三人组 (YRI)、来自犹他州的 30 个北欧和西欧血统的三人组 (CEU)、来自日本东京的 44 个无血缘关系的日本人 (JPT) 和来自中国北京的 45 个无血缘关系的汉族人 (CHB)。虽然从这些人群中发现的单倍型应该对研究许多其他人群有用，但目前正在进行平行研究，以检验将其他人群纳入该项目的实用性。
所有样本都是在获得适当知情同意的情况下，通过社区参与过程收集的。社区参与过程旨在确定并尝试回应特定文化的关切，并让参与社区对知情同意和样本采集过程提出意见。
在第三阶段 (phase III)，已经收集了 11 个全球血统群体：ASW（美国西南部的非洲血统）；CEU（来自 CEPH 收集的具有北欧和西欧血统的犹他州居民）；CHB（中国北京的汉族人）；CHD（科罗拉多州丹佛都市区的中国人）；GIH（德克萨斯州休斯顿的古吉拉特印度人）；JPT（日本东京的日本人）；LWK（肯尼亚韦布耶的卢希亚人）；MEX（加利福尼亚州洛杉矶的墨西哥血统）；MKK（肯尼亚金亚瓦的马赛人）；TSI（意大利的托斯卡纳人）；YRI（尼日利亚伊巴丹的约鲁巴人）。
| 阶段 | ID  | 地点     | 人口                                       | 详情                        |
| ---- | --- | -------- | ------------------------------------------ | --------------------------- |
| I/II | CEU | 美国     | CEPH收藏中的具有北欧和西欧血统的犹他州居民 | 细节 （页面存档备份，存于） |
| I/II | CHB | 中国     | 中国北京的汉族人                           | 细节 （页面存档备份，存于） |
| I/II | JPT | 日本     | 日本东京的日本人                           | 细节 （页面存档备份，存于） |
| I/II | YRI | 奈及利亞 | 奈及利亞伊巴丹的约鲁巴人                   | 细节 （页面存档备份，存于） |
| III  | ASW | 美国     | 美国西南部的非洲血统                       | 细节 （页面存档备份，存于） |
| III  | CHD | 美国     | 美国科罗拉多州丹佛都會區的华裔美国人       | 细节 （页面存档备份，存于） |
| III  | GIH | 美国     | 美国德克萨斯州休斯顿的古吉拉特印度人       | 细节 （页面存档备份，存于） |
| III  | LWK | 肯尼亚   | 肯尼亚韋布耶的卢希亚族                     | 细节 （页面存档备份，存于） |
| III  | MKK | 肯尼亚   | 肯尼亚金亚瓦(Kinyawa)的马赛人              | 细节 （页面存档备份，存于） |
| III  | MXL | 美国     | 美国加利福尼亚州洛杉矶的墨西哥血统         | 细节 （页面存档备份，存于） |
| III  | TSI | 義大利   | 意大利托斯卡纳大区                         | 细节                        |

还创建了三个组合样本 (Three combined panels)，可以更好地鉴定9个同质样本之外的群体中的 SNP：CEU+TSI（来自 CEPH 收集的具有北欧和西欧血统的犹他州居民和意大利托斯卡纳人的组合样本）；JPT+CHB（日本东京的日本人和中国北京的汉族人的组合样本）和 JPT+CHB+CHD（日本东京的日本人、中国北京的汉族人和科罗拉多州丹佛大都会区的中国人的组合样本）。例如，与单独的 CEU 相比，CEU+TSI 是英国英国人更好的模型。

## 数据访问
该项目生成的所有数据，包括SNP频率、基因型和单倍型，均已置于公共领域并可供下载。 该网站还包含一个基因组浏览器，可用于查找任何感兴趣区域中的 SNP、它们的等位基因频率及其与附近 SNP 的关联。还提供了一个可以确定给定感兴趣区域的标签SNP的工具。这些数据也可以从广泛使用Haploview程序直接访问。